# Kaplica Świętego Ducha w Trzebiatowie
Kaplica pod wezwaniem Świętego Ducha (niem. Heiligegeistkapelle, łac. Domus seu ecclesia Sancti Spiritus) – prawosławna kaplica parafialna w Trzebiatowie. Należy do dekanatu Szczecin diecezji wrocławsko-szczecińskiej Polskiego Autokefalicznego Kościoła Prawosławnego.
Jedna z trzech zachowanych w Trzebiatowie gotyckich kaplic szpitalnych, w 1534 miejsce obrad sejmu trzebiatowskiego, na którym zadecydowano o utworzeniu Pomorskiego Kościoła Ewangelickiego. Od 1956 świątynia prawosławna.
Zbudowana w XIII, przebudowana w XV wieku. Północno-zachodni szczyt kaplicy zdobiony blendami wzorowanymi na stargardzkiej kolegiacie mariackiej. Wchodziła w skład obiektów szpitalno-opiekuńczych ufundowanych przez radę miejską Trzebiatowa. W 1534 w kaplicy odbył się sejm stanów Pomorza, na którym książęta Gryfici narzucili swoim poddanym protestantyzm jako religię państwową. Od XVIII w. kaplica była magazynem, a później remizą strażacką. Na początku XX w. przeznaczona została na aulę szkoły żeńskiej, której zabudowania sąsiadowały ze świątynią. Po II wojnie światowej oddana na potrzeby wiernych prawosławnych (1956). Wewnątrz, na pseudosklepieniu, ścianach i balustradzie empory organowej zachowały się polichromie. Długość kaplicy wynosi 17 m, a wysokość 9 m.
Kaplica została wpisana do rejestru zabytków 1 lutego 1957 pod nr 200.